# Glypta californica
Glypta californica là một loài tò vò trong họ Ichneumonidae.